# Lousberg
Der Lousberg ist mit 264 Metern Höhe eine markante Erhebung am Nordrand des historischen Zentrums der Stadt Aachen, die zu Beginn des 19. Jahrhunderts nach Plänen von Maximilian Friedrich Weyhe als Wald- und Bergpark gestaltet wurde. Die Herkunft des Namens ist nicht völlig geklärt. Er könnte von lousen („lugen“, „schauen“) stammen, da der Berg einen hervorragenden Rundumblick bietet, oder auf Ludwig den Frommen (Louis), den Sohn Karls des Großen, zurückgehen. Ein weiterer Erklärungsansatz bezieht sich auf den Ausdruck lous im Aachener Dialekt für „schlau“.

## Geologie, Entstehung
Geologisch gesehen ist der Lousberg neben dem Salvatorberg und dem Wingertsberg einer der drei Zeugenberge Aachens und einer der südlichsten Ausläufer der Aachen-Limburger Kreidetafel. Er entstand während der Oberkreide, in der die Region um Aachen von einem europaweiten Meeresvorstoß erfasst wurde, bei dem zunächst sandige, später vorwiegend kalkige Sedimente abgelagert wurden (Aachener Kreide). Die morphologische Hochlage des Lousbergs steht in Zusammenhang mit tektonischen Bewegungen, die zur Herausbildung der Niederrheinischen Bucht geführt haben.
An der Basis des Lousbergs wurden dunkelgraue, tonige bis sandige Sedimente der so genannten Hergenrath-Schichten abgelagert, die sich in einem sumpfigen Flussdelta bildeten. In diese Schichten sind stellenweise verkieselte Hölzer, Holzkohle sowie zahlreiche Konkretionen aus Markasit eingelagert. Aufgrund der wasserstauenden Eigenschaften der Ablagerungen bildet der Ton der Hergenrath-Schichten sowohl am Lousberg als auch im Aachener Wald den wichtigsten Quellhorizont in der Region.
Nachfolgend wurde im Verlauf der Oberkreide das Gebiet fortschreitend vom Meer überflutet und 30–50 m mächtige Quarzsande der Aachen-Formation abgelagert, die am Unterhang des Lousbergs in kleinen Sandgruben abgebaut wurden (z. B. am heutigen Spielplatz am Ende der Kupferstraße). Zwischen den Sanden der Aachen- und der jüngeren Vaals-Formation des Campaniums besteht eine deutliche Erosionsdiskordanz. Die Sande der Vaals-Formation sind durch das verstärkte Auftreten von Glaukonit gekennzeichnet. Aufgrund seiner grünlichbraunen Verwitterungsfarbe wurden diese Schichten früher als Vaalser Grünsand bezeichnet.
Im Campanium setzten verstärkt tektonische Bewegungen ein, die im Zusammenhang mit dem Einsinken der Niederrheinischen Bucht stehen und zur Heraushebung der Lousberg-Scholle geführt haben. Vijlener und Orsbacher Kalk wurden aufgrund der Hochlage vermutlich primär nicht sedimentiert.
Erst im Maastrichtium wurde die Lousberg-Scholle durch einen Meeresspiegelanstieg erneut überflutet. Abgestorbene Kleinstlebewesen lagerten sich in einem Kalkschlamm ab, der heute den so genannten Vetschauer Kalk bildet. Die ursprüngliche Mächtigkeit der Kalksteinschicht betrug am Lousberg ca. 6 m. Die oberen 4,5 m enthielten abbauwürdige, braune Feuersteinlagen, die Gegenstand eines jungsteinzeitlichen Abbaus waren. Die Feuersteine wurden bis auf einen kleinen Rest komplett abgebaut und das nicht benötigte Kalksteinmaterial an den umliegenden Hängen entsorgt. Aufgrund der geringen Verfestigung dieses Schuttmaterials kommt es heute immer wieder zu kleinen Hangrutschungen, wie man am Hakenschlagen vieler Bäume und in Rissen der Fußwege beobachten kann.

## Fauna und Flora

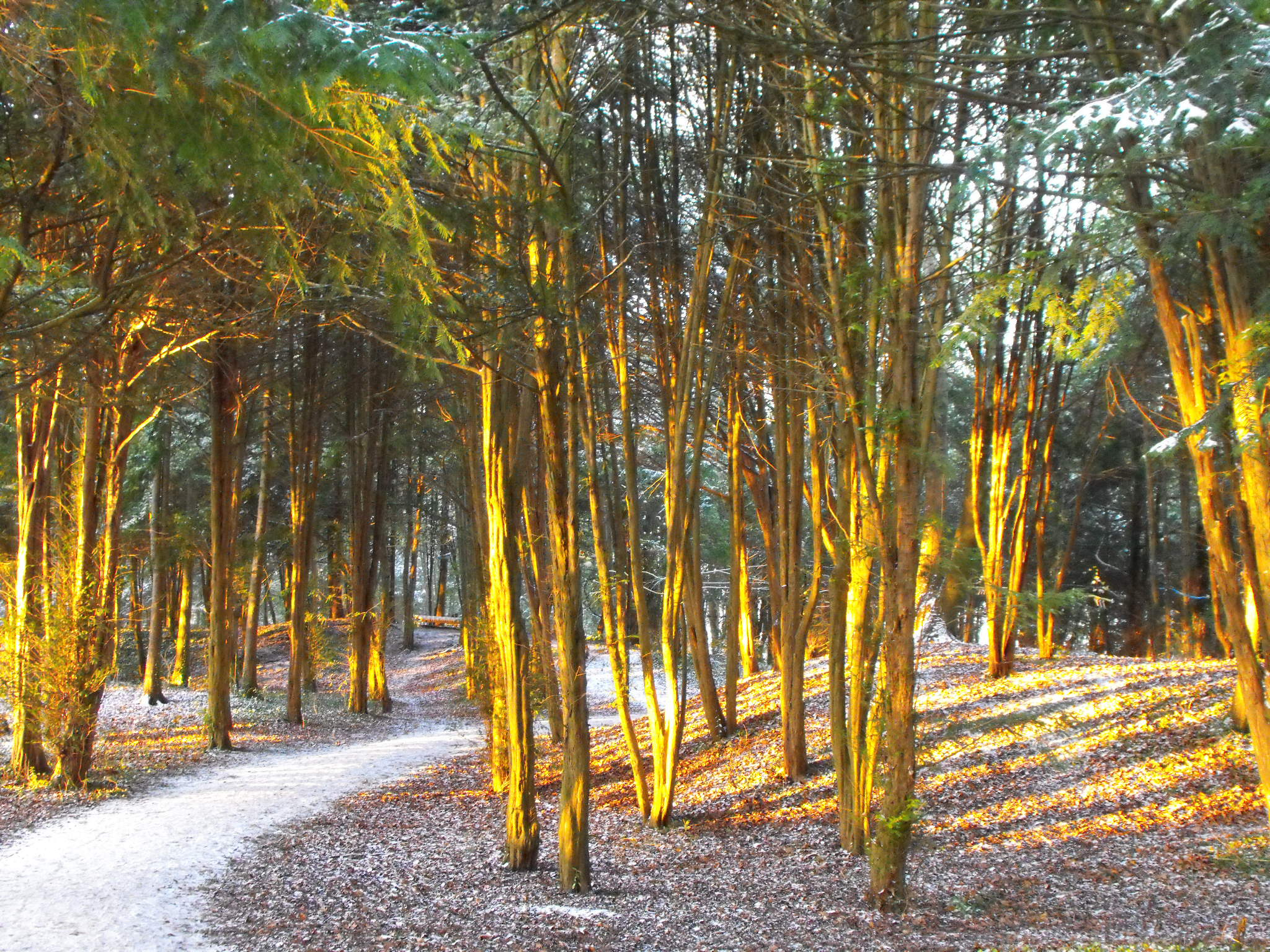
Eibenwald auf den Halden des jungsteinzeitlichen Feuersteinabbaus

Der Lousberg weist ornithologisch gesehen einen hohen Artenreichtum auf, wie Erfassungen der RWTH Aachen ergaben. Bemerkenswert ist auch der Bestand an Fledermäusen sowie an Amphibien und Reptilien. Die Amphibien finden Laichgewässer in der Soers nördlich des Lousbergs. Auf dem Hochplateau befindet sich ein zusammenhängendes Eibenwäldchen. Im nördlich vorgelagerten ehemaligen Klosterpark St. Raphael, dem denkmalgeschützten Müschpark, gibt es ausgedehnte Bestände an  Wildnarzissen.

## Geschichte
Während der Jungsteinzeit (dem Neolithikum) wurde vor etwa 5.500 bis 5.000 Jahren auf dem Lousberg intensiv Feuerstein abgebaut und verarbeitet. Aus diesem grauen Feuerstein, der durch seine charakteristischen schokoladenbraunen Farbzonen leicht zu erkennen ist, wurden Beile und andere Werkzeuge hergestellt, die zum großen Teil vor Ort geschliffen wurden oder als Halbfabrikate in die Siedlungen gebracht wurden.
Durch die auffällige Färbung bietet sich Lousberg-Feuerstein als Objekt zur Verbreitungsforschung von Beilklingen an. Aus den 14C-Daten der im Lousberger Abraum gefundenen Artefakte ergibt sich eine Laufzeit des Bergwerks zwischen 3500 v. Chr. und 3000 v. Chr. Aus Berechnungen, die das Volumen des Abraums, das Gewicht der Produktionsabfälle und das durchschnittliche Gewicht von Beilklingen ins Verhältnis setzen, ergibt sich eine Zahl von etwa 300.000 Beil-Rohlingen, die den Lousberg verlassen haben. Diese Beile sind bis nach Belgien (Thieusies, ca. 160 km Luftlinie), Mittelhessen (Büdingen, ca. 225 km Luftlinie) und Ostwestfalen (Neuenknick bei Minden, ca. 280 km Luftlinie) weitergegeben worden.
Der steinzeitliche Abbau des Feuersteins hat das ursprünglich aus einem etwa 6 m mächtigen Kreidekalkdeckel bestehende zentrale Plateau des Lousbergs fast vollständig aufgearbeitet. Die davon herrührenden, noch bis zu 4,5 m mächtigen Abraumhalden des Feuersteintagebaus sind als Hügellandschaft unter dem Eibenwäldchen heute noch zu erkennen. Auf der Fläche und an den Steilhängen wurden fertige Beile und Feuersteinabschläge gefunden.
Während der Zeit der römischen Besiedlung wurde der Kalkstein zum Bau der Aachener Thermen benutzt, im Mittelalter zum Bau der Barbarossa-Mauer.

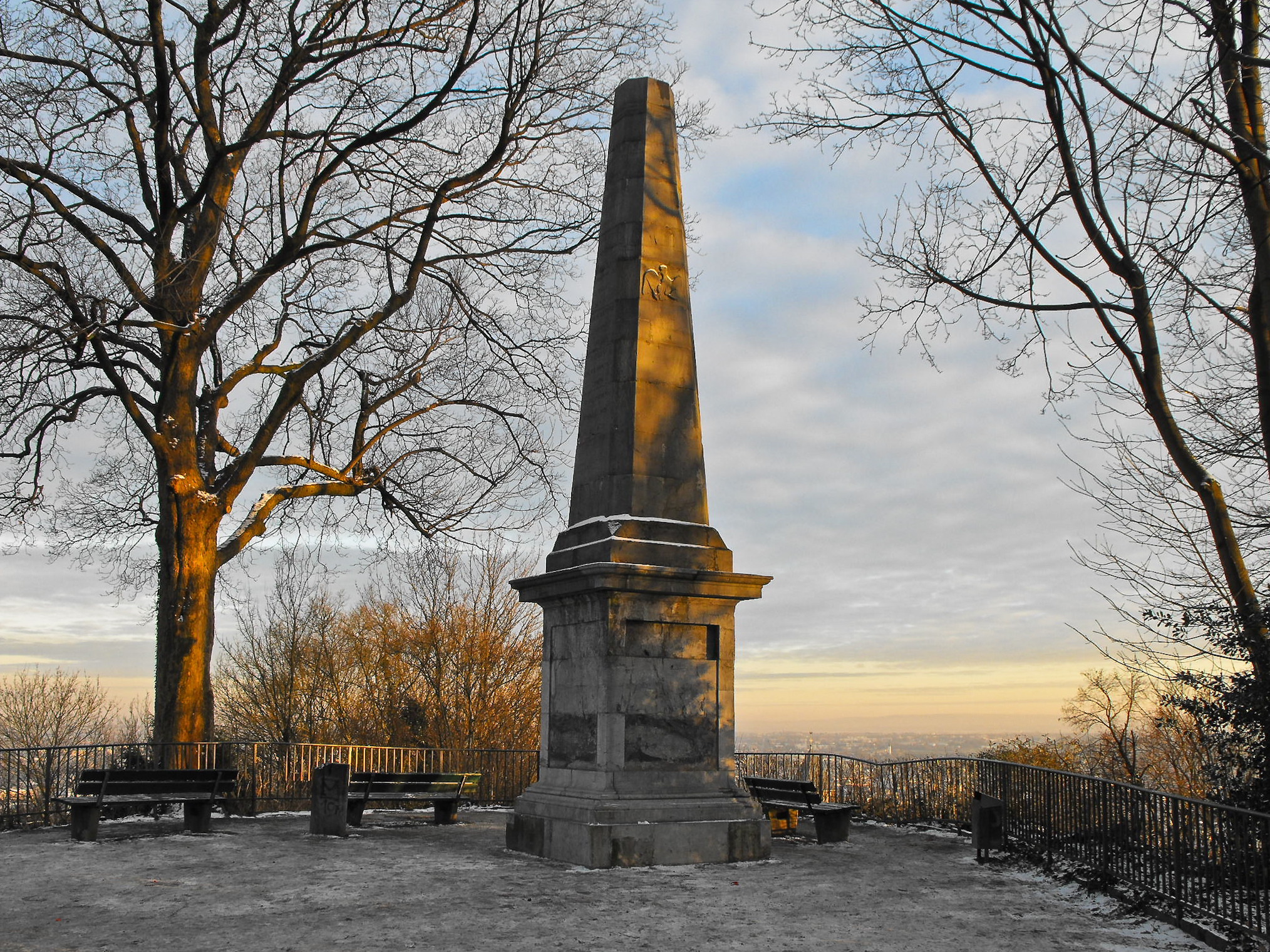
Der Obelisk auf dem Lousberg
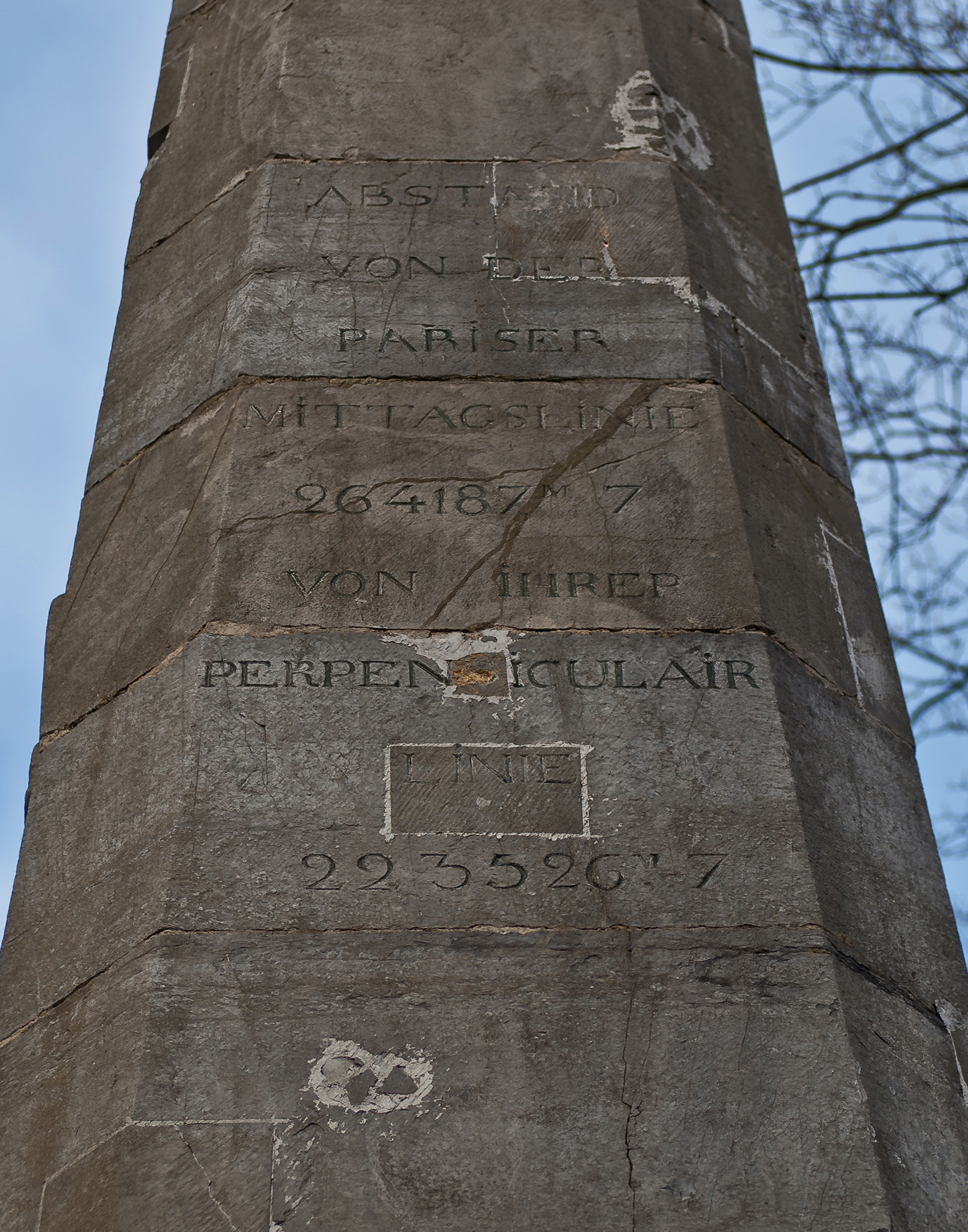
Inschrift auf dem Obelisken
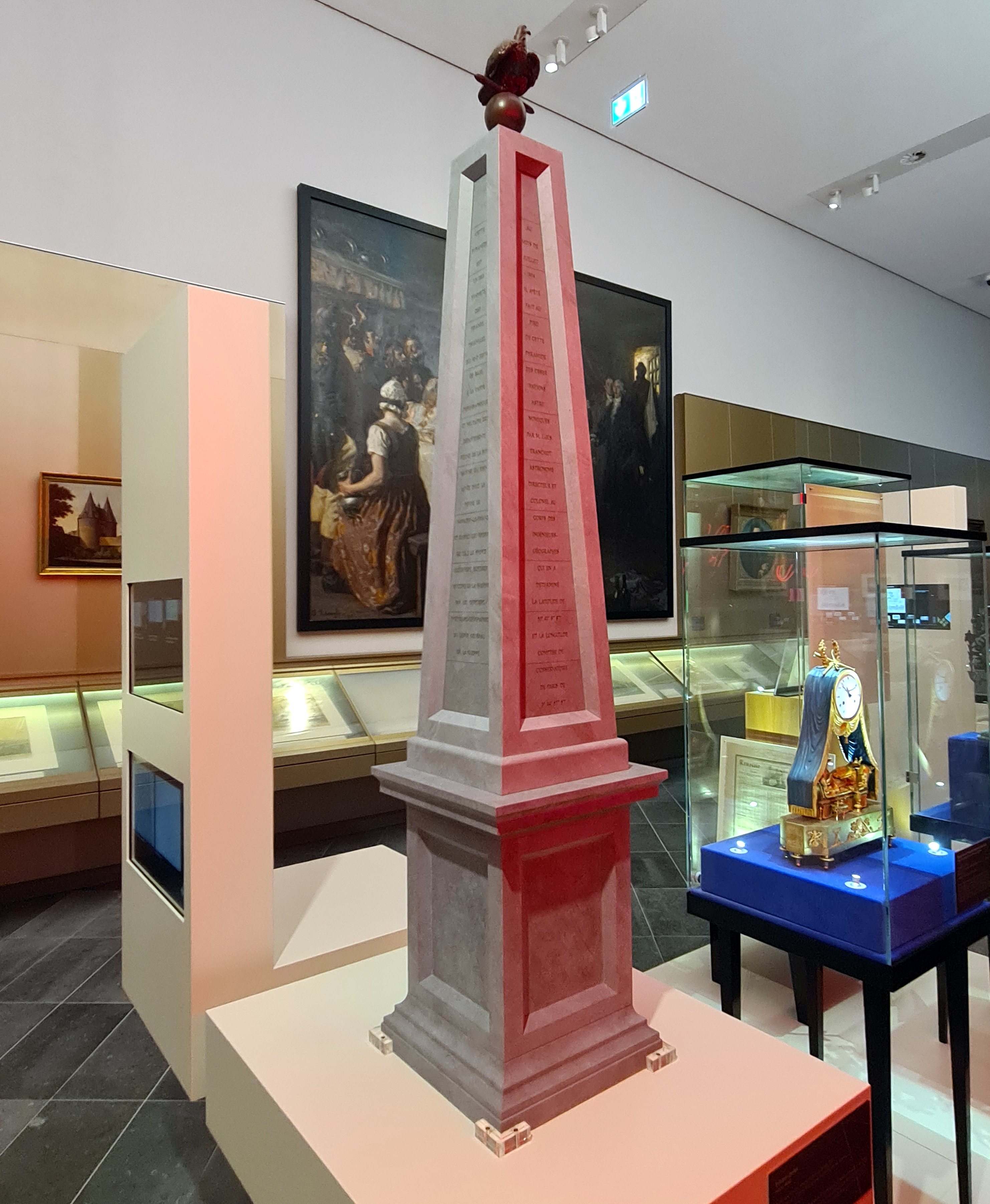
Modell im Centre Charlemagne

Anfang des 19. Jahrhunderts begann der napoleonische Geograf Jean Joseph Tranchot mit der topografischen Aufnahme der Rheinlande im Maßstab 1:20.000, ausgehend von einem Triangulationspunkt auf dem Lousberg. Am 17. Oktober 1807 errichtete das französische Kriegsministerium zu Ehren Tranchots und seiner Mitarbeiter einen Obelisken aus Blaustein nach dem Entwurf des Ingenieurgeografen Capitaine Boucher. Der Obelisk ist ein genau vermessener Zentralpunkt, der früher als Ausgangspunkt zu astronomischen Beobachtungen und zur Kartierung in der Region diente. Von ihm aus wurden mit dem Triangulationsverfahren weitere Punkte im Gelände bestimmt, mit deren Hilfe man schließlich das gesamte Gelände kartografisch darstellen konnte. Mit der Absetzung Napoleons am 2. April 1814 wurde das Denkmal zerstört. Am 15. Mai 1815 wurde der Obelisk auf Anordnung des preußischen Freiherrn Karl von Müffling wieder errichtet, der die Vermessungsarbeiten im Auftrage des Königreichs Preußen fortsetzte. Die Inschrift mit einer Lobrede auf Napoleon wurde durch die heute noch lesbare Inschrift ersetzt. Die Schäden an den Kanten des Steins sind durch für einen Obelisken untypische Fasen ausgeglichen worden.
Zu dieser Zeit entstand auf dem Lousberg der erste von Bürgern (und nicht von Fürsten) initiierte Landschaftspark Europas. Die Bemühungen standen im engen Zusammenhang mit den von Napoleon 1804 verfügten Verschönerungen der Stadt („embellissements“), zu denen die „Ausbesserung und Verschönerung der Bäder“ ebenso gehörte wie die Anlage von „Spaziergängen“ auf den verfüllten Gräben der äußeren Stadtbefestigung. Die Idee, den Lousberg zu bepflanzen, entstand spätestens 1806. Der Generalsekretär der Präfektur des Roer-Départements, Johann Wilhelm Körfgen, trieb das Projekt maßgeblich voran. Kombiniert wurde die Idee eines Parks auf dem Lousberg mit dem Gedanken der Errichtung eines Gesellschaftshauses namens „Belvédère“ auf dem Südosthang des Bergs. Zu diesem Zweck traten verschiedene Bürger unter dem Vorsitz Körfgens einer eigens gebildeten Aktiengesellschaft bei, deren Ziel die Belebung des Fremdenverkehrs war. Während die öffentliche Hand den Grund und Boden für das Projekt zur Verfügung zu stellen und die Anpflanzungen ins Werk zu setzen hatte, war es die Sache der privaten Aktiengesellschaft, die Baukosten für das Gesellschaftshaus aufzubringen. Die ersten Pflanzungen auf dem Lousberg gab der Präfekt des Roer-Départements, Alexandre de Lameth, bereits 1807 in Auftrag. Die Pläne für den Park, die sich an Prinzipien des englischen Landschaftsgartens orientierten, lieferte im Auftrag Lameths der Düsseldorfer Hofgärtner Maximilian Friedrich Weyhe, der von ihm auch den Auftrag erhalten hatte, Pläne für die Umgestaltung der äußeren Stadtgräben vorzulegen. Eine 1807 gegründete „Commission d’Embellissements“ überwachte das Gesamtprojekt unter dem Vorsitz von Körfgen, der auch nach der Franzosenzeit erfolgreich darin war, die neuen preußischen Verwaltungsspitzen, die nach dem Wiener Kongress die Herrschaft übernommen hatten, für die Fortsetzung des Projekts zu gewinnen. Der Lousberg, der vorher mehr oder weniger kahl gewesen und als Schafweide genutzt worden war, verwandelte sich so bis 1818 in einen Waldpark mit umfangreichem Baumbestand. Das Gesellschaftshaus wurde zwischen 1807 und 1810 errichtet.

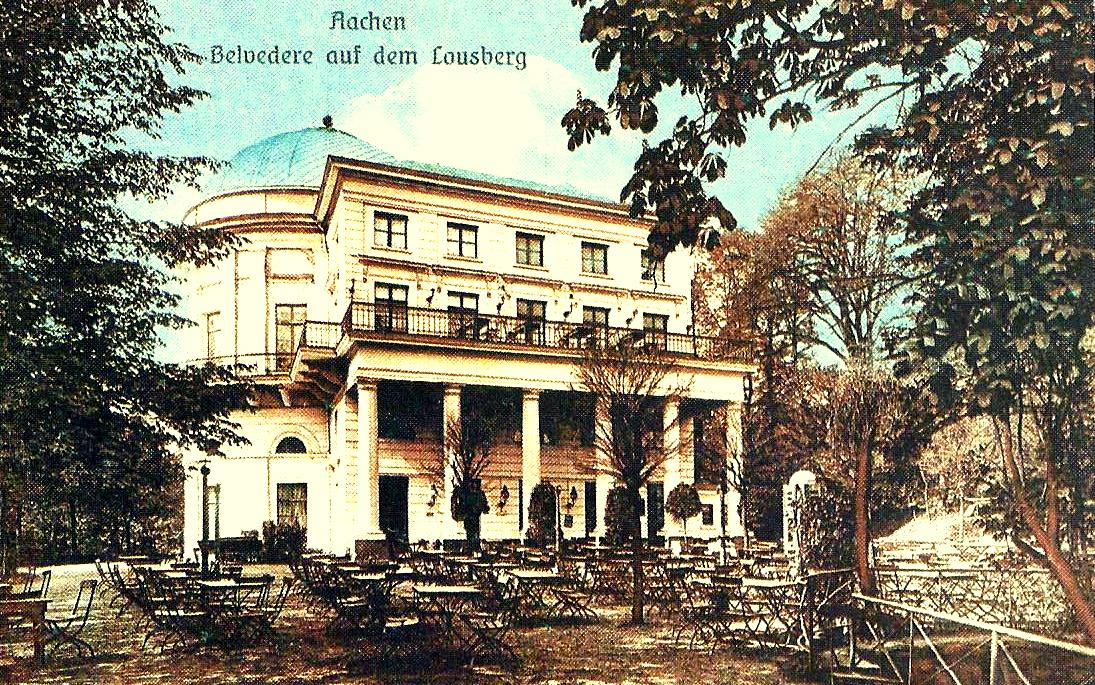
Das Ausflugslokal „Belvedere“ (1896) auf dem Lousberg
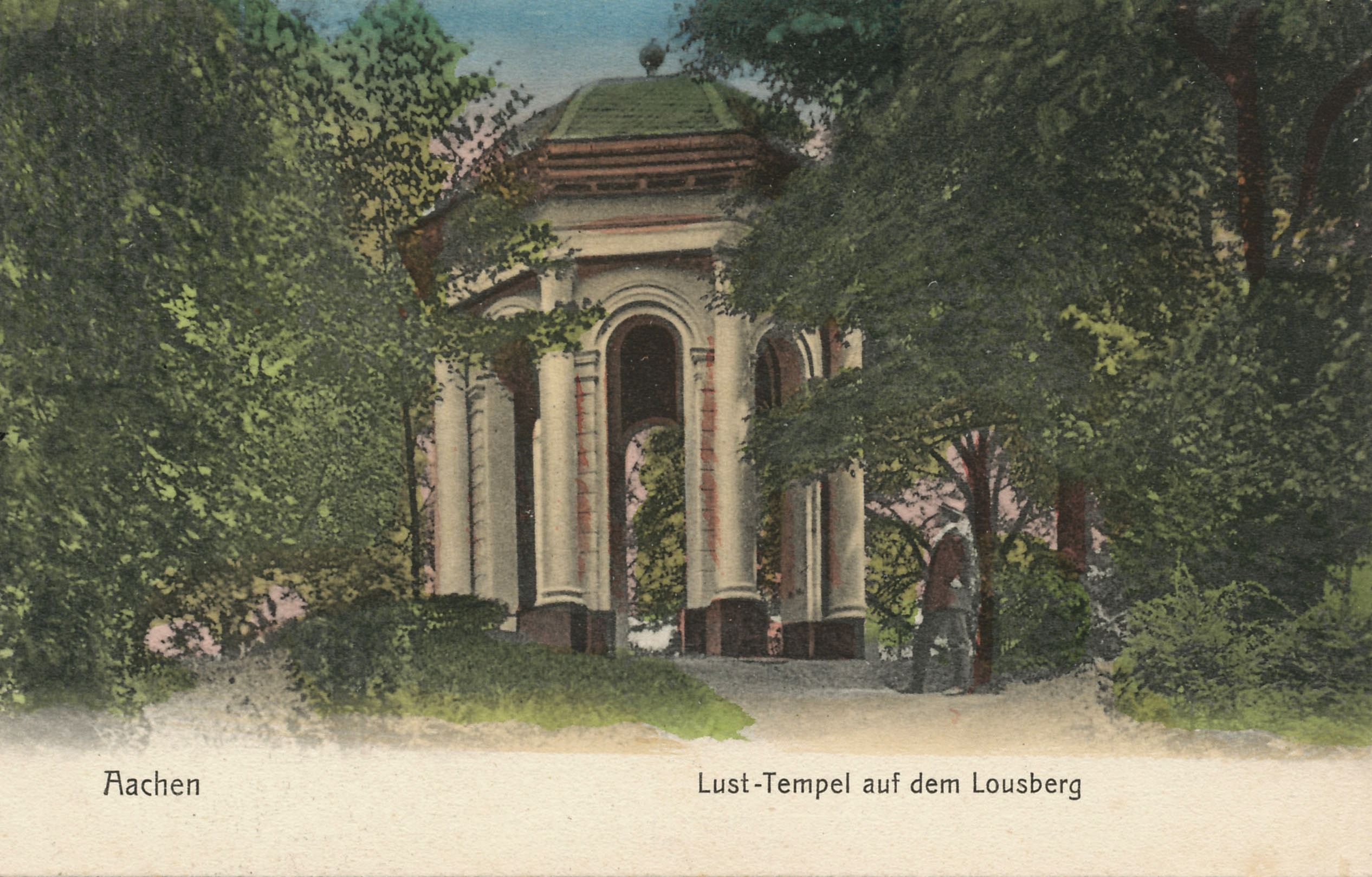
Lusttempel (Monopteros) auf dem Lousberg

Bereits 1818 wurde seine Baufälligkeit beklagt. 1827/28 kamen unter Leitung von Adam Franz Friedrich Leydel eine Sanierung und ein Ausbau zur Ausführung. Am 29. August 1836 brannte das Gesellschaftshaus nach einem Ball völlig aus. 1838 wurde es sodann nach Plänen von Leydel im klassizistischen Stil wiederhergestellt, später nach Plänen von Friedrich Joseph Ark saniert und erweitert. Unter der Bezeichnung Belvedere fungierte es sowohl als Gaststätte als auch als Spielcasino. Es bildete neben weiteren Staffagen, wozu der Tranchot-Obelisk, ein Monopteros an der Stelle des heutigen Drehturms und eine kleine chinesische Pagode zu zählen sind, ein beliebtes Ziel für die Spaziergänger. Der Rundweg, beginnend an der Stelle der heutigen Bronzestatuen durch die jüngst wiederhergestellte Buchenallee am Nordhang, bot den Kurgästen und Bürgern verschiedene Ausblicke auf die Stadt und das Umland, bis sich am Obelisken alle Blickrichtungen zusammenfügten. Auch der Weg an sich war von Weyhe dramatisch angelegt, indem sich flache Etappen mit Steigungen in verschiedenen Längen abwechselten.
Sein Landgut Müsch, das auf der Nordflanke des Lousbergs in der Soers gelegen war, ließ Generalsekretär Johann Wilhelm Körfgen – abgestimmt auf die Lousberg-Planungen Maximilian Friedrich Weyhes – zwischen 1803 und 1814 zu einer ferme ornée umgestalten. Weyhes Sohn Joseph Clemens Weyhe entwickelte die 11 ha umfassende Parkanlage des Guts 1866 zum heutigen Müschpark fort.
Ende des 19. Jahrhunderts ergänzten die Planungen des Aachener Gartendirektors Heinrich Grube die Parkflächen des Lousbergs in östliche Richtung um die Flächen des Salvatorbergs, so dass ein Flächenverbund von Grünanlagen mit der ab 1807 von Maximilian Friedrich Weyhe gärtnerisch überplanten Stadtbefestigung (nördliche Teile des Alleenrings) und mit dem 1852 von Peter Joseph Lenné entworfenen heutigen Stadtgarten Aachen entstehen konnte.
1906 baute die Stadt Aachen den Kerstenschen Pavillon, einen vom Aachener Architekten Johann Josef Couven errichteten Barock-Bau, am Lousberg wieder auf. Der Pavillon, der rund 100 Jahre älter als der Lousberg-Park ist, befand sich vormals in der Stadt Aachen am Annuntiatenbach 22–28 und war Teil des Stadtpalais des wohlhabenden Färbereibesitzers Nicolaus Mantels. Um das Gebäude vor dem Abriss zu retten, kaufte die Stadt es auf und ließ es am Lousberg neu erstehen. Der Pavillon wird seit 2005 von der Lousberg-Gesellschaft e. V. betreut und für Ausstellungen und Vorträge genutzt.
Die Freilichtbühne am Lousberg, die wie ein griechisches Theater am stadtseitigen Hang erbaut war, scheiterte nicht zuletzt am Aachener Wetter.
Im Zweiten Weltkrieg wurden das Gesellschaftshaus Belvédère und andere bauliche Ausstattungen des Parks zerstört. Die Säulenüberreste des Belvédère sind heute noch zu sehen und werden umgangssprachlich „Aachener Akropolis“ genannt.
Zur Aufrechterhaltung der Wasserversorgung in den westlichen Wohnvierteln wurde 1956 der Wasserturm Belvedere errichtet. Dieser wurde aber in den 1980er Jahren wegen der nun leistungsfähigeren Pumpen überflüssig, weshalb der Betrieb als Wasserturm 1988 völlig eingestellt wurde. Nach größerem Umbau wird er vorwiegend als Bürogebäude genutzt. Die oberste Etage des Gebäudes beherbergte lange Zeit ein Café. Dieses war dafür bekannt, dass es einen 360°-Rundumblick bot, und zudem die Tische der speisenden Gäste automatisch durch ein langsames Laufband um den gesamten Rund bewegte. Inzwischen wurde in den gleichen Räumlichkeiten ein Restaurant eröffnet.
Heute ist der Lousberg zum großen Teil bewaldet und dient als Naherholungsgebiet. Der nördlich vom Lousberg gelegene ausgedehnte Park des ehemaligen Klosters St. Raphael wurde 2009 in den Lousbergpark integriert. Des Weiteren findet auf dem Lousberg einmal jährlich im Sommer der Lousberglauf sowie das Open-Air-Literaturfestival „Leselust am Lousberg“ statt.

Impressionen
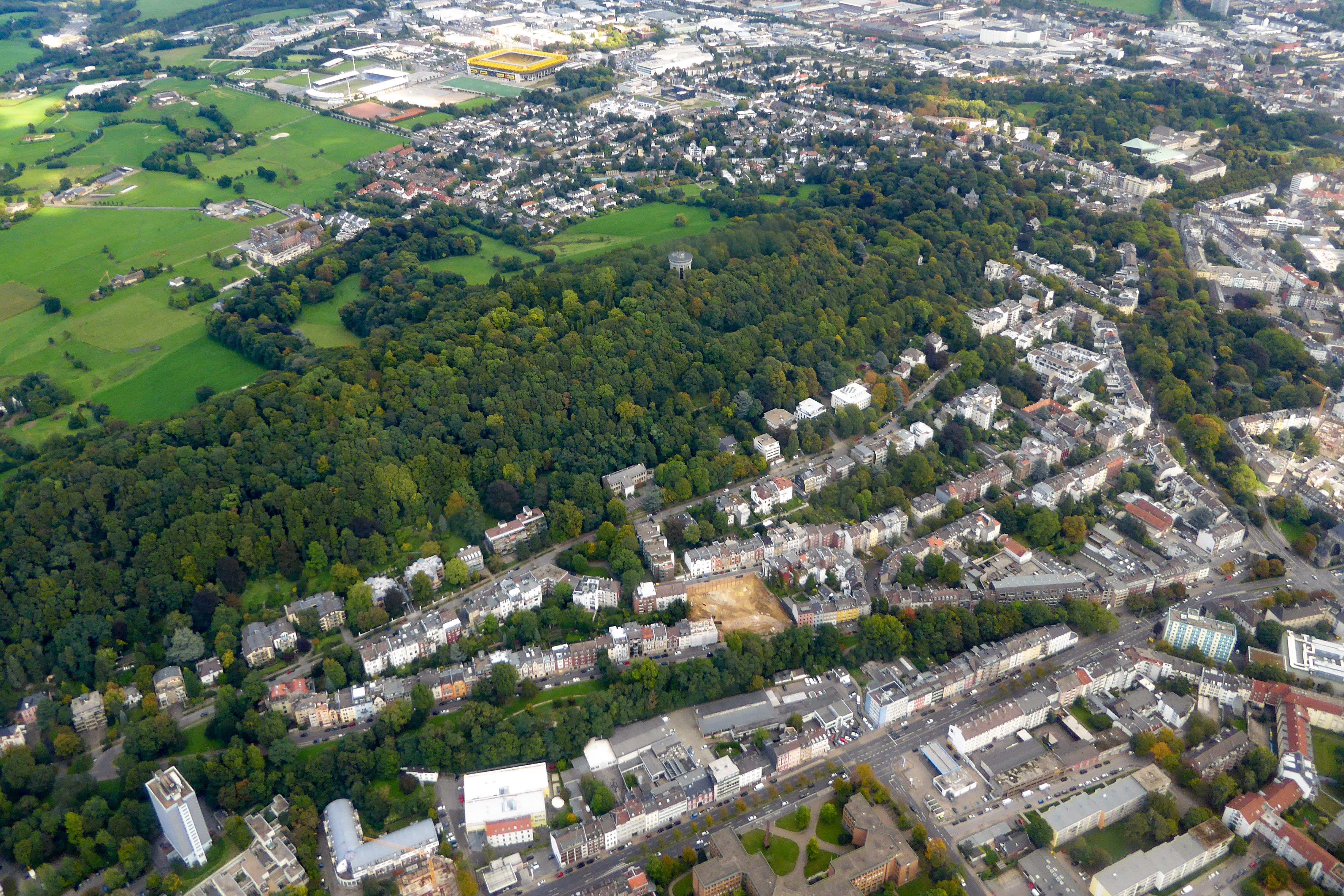
Luftaufnahme Lousberg im Aachener Norden
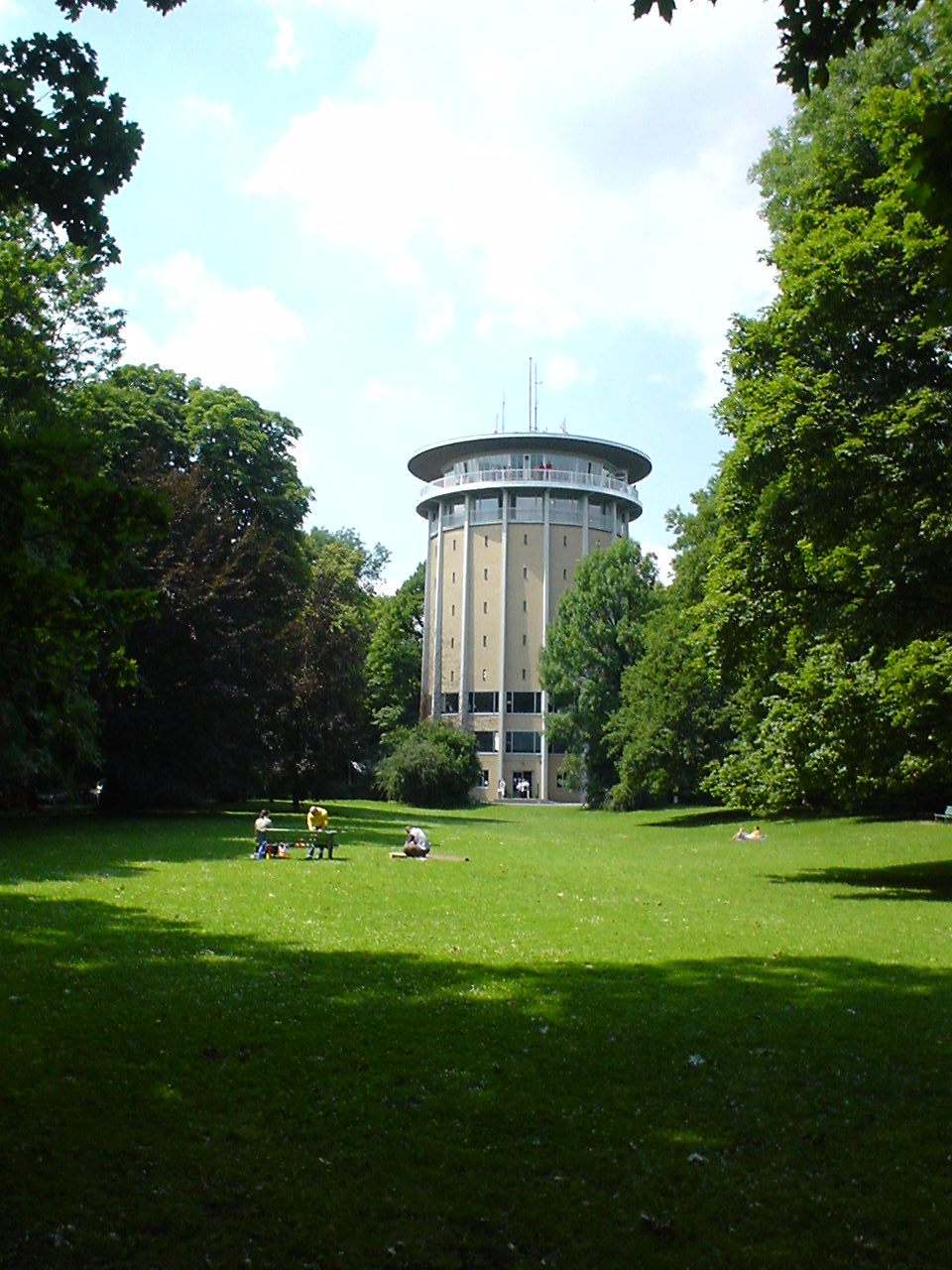
Wasser- und Aussichtsturm Belvedere
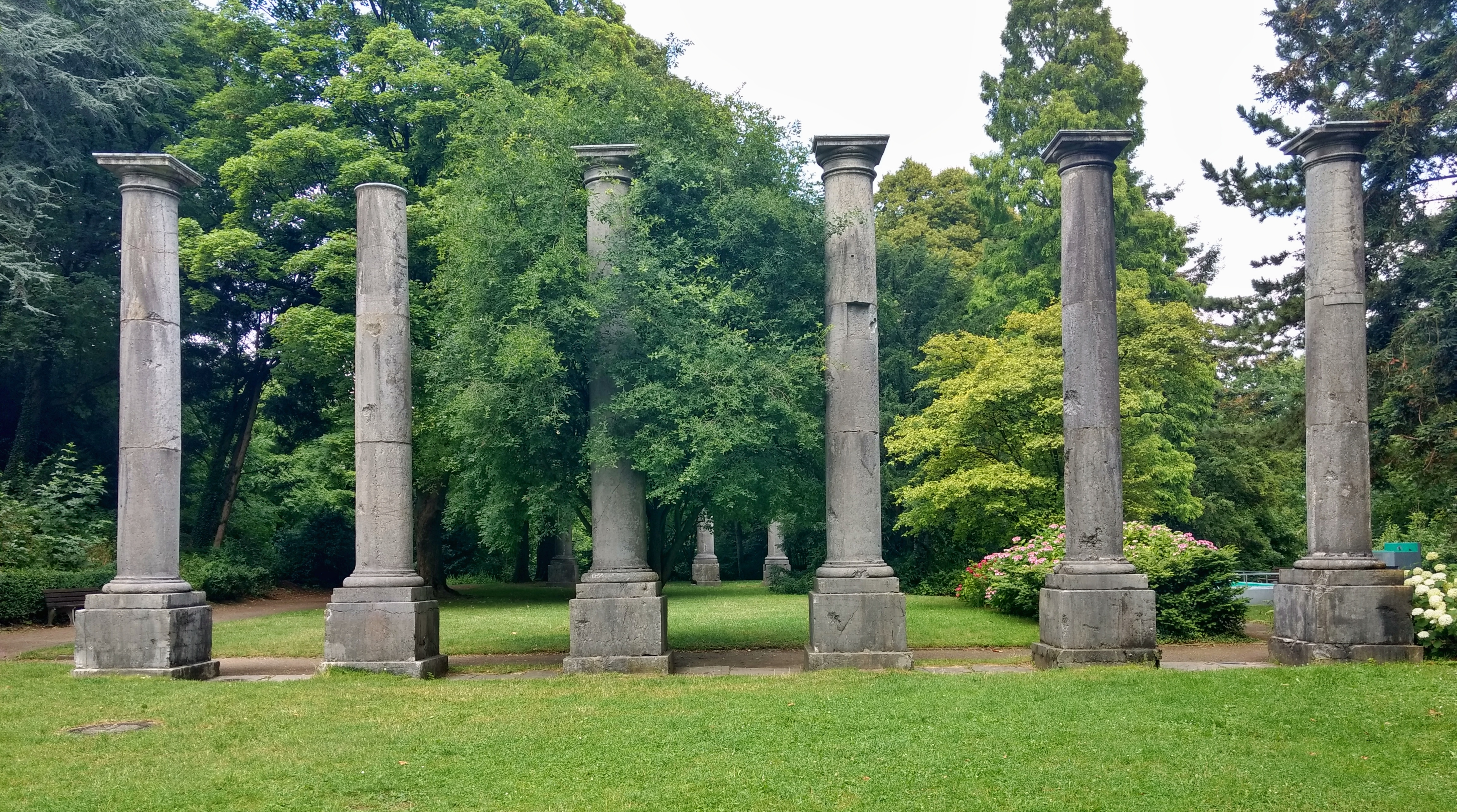
Die Säulen des ehemaligen Gesellschaftshaus Belvedere
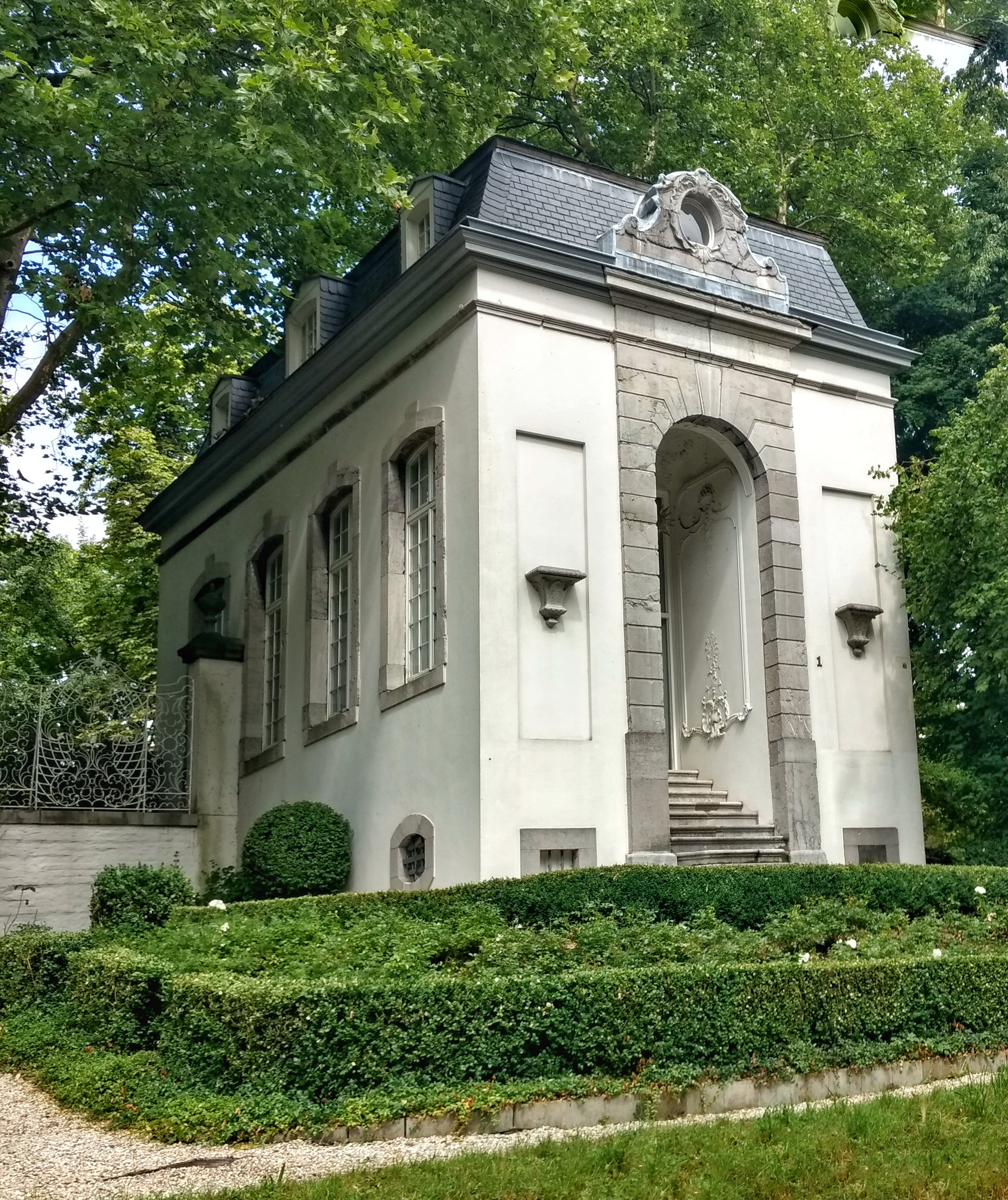
Kerstenscher Pavillon

## Sage

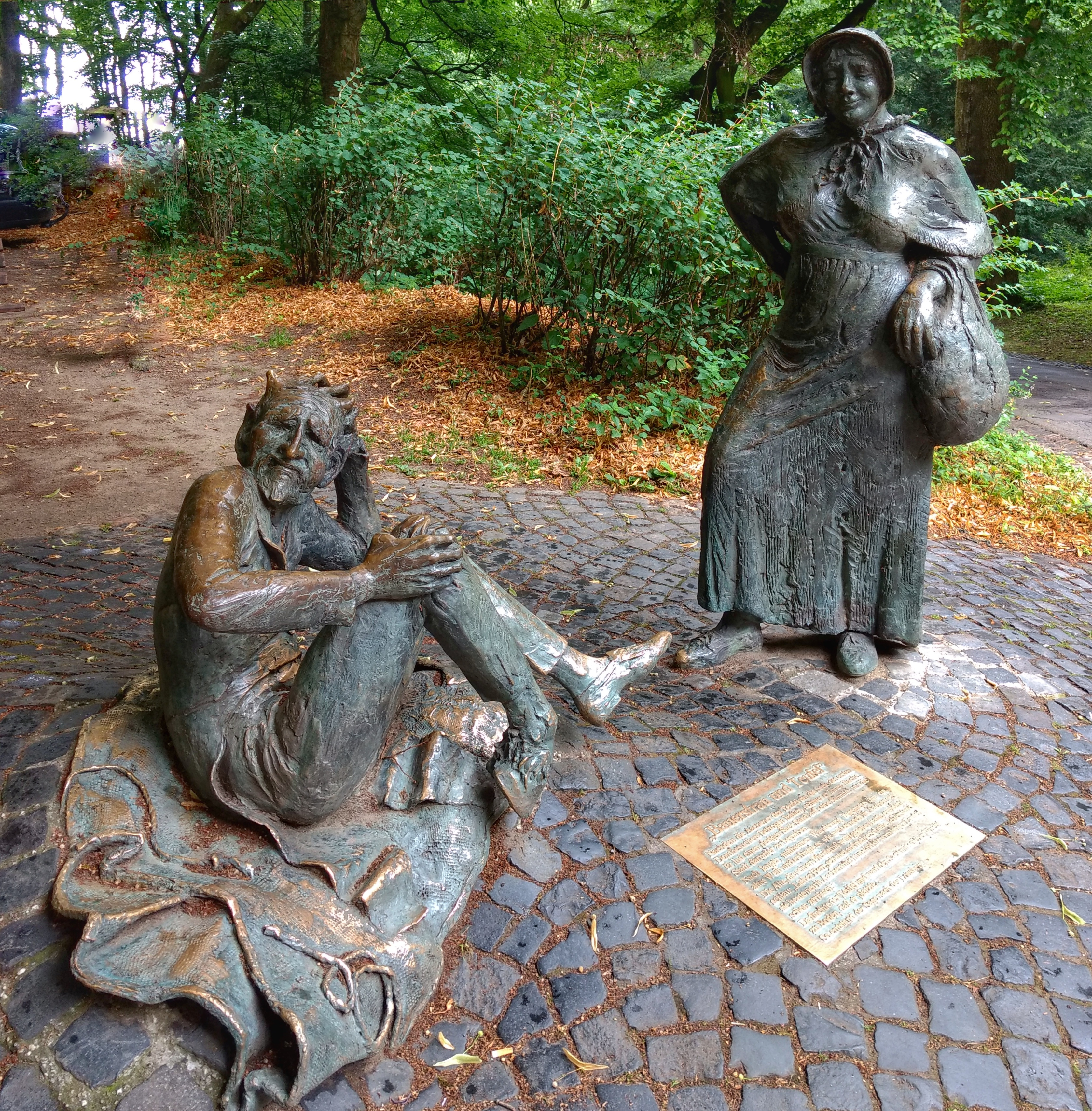
Bronzestatuen auf dem Lousberg

Die Lousbergsage, eine der Aachener Sagen und Legenden, erklärt in ätiologischer Weise die Existenz des Lousbergs als Einzelberg mitten im Aachener Talkessel.
Nach der Aachener Dombausage hatten die Aachener den Teufel beim Bau des Aachener Doms hereingelegt. Der Teufel sann auf Rache und wollte Dom und Stadt für immer mit Sand verschütten. Er wurde aber von einer armen Frau überlistet und ließ den Sandhaufen nördlich der Stadt fallen, wodurch ein größerer und ein kleinerer Berg entstanden.
Weil die Frau „lous“ war, was im Aachener Dialekt „schlau“ bedeutet, wurde der größere Berg „Lousberg“ genannt.
An die Sage erinnert eine bronzene Statuengruppe am Lousberg, die Bauersfrau und Teufel darstellt und 1985 von der Aachener Künstlerin Krista Löneke-Kemmerling geschaffen wurden.